# Alexander Shnirelman
Alexander I. Shnirelman (russisch Александр Иосифович Шнирельман; * 27. Februar 1946 in Moskau) ist ein russisch-kanadischer Mathematiker, der sich mit partiellen Differentialgleichungen befasst.
Shnirelman wuchs in Moskau auf, wo seine Mutter Mathematik an einer Militärschule unterrichtete und sein Vater Astronom war. Er wurde 1973 an der Lomonossow-Universität in Moskau bei Mark Vishik mit der Arbeit The degree of a quasiruled mapping and the nonlinear Hilbert problem promoviert und arbeitete danach in der Erdölindustrie der Sowjetunion. Stellungen an der Universität waren damals für Juden in der Sowjetunion schwer zu bekommen. 1991 ging er an die Universität Tel Aviv. Danach war er zwei Jahre an der University of Hull, bevor er 2004 an die Concordia University in Montreal ging, wo er einen Canada Research Chair in Angewandter Mathematik hat.
Er bewies in den 1970er Jahren Sätze über die Gleichverteilung von Eigenfunktionen für klassisch ergodische Systeme (Billards), Thema von sogenannten Quanten-Ergodizitätssätzen – die Eigenfunktionen sind die zugehörigen Lösungen der Laplacegleichung der Billard-Geometrien. Später wurde das unter anderem von Yves Colin de Verdière und Steve Zelditch weitergeführt.
Sein Hauptarbeitsgebiet sind Gleichungen der Hydrodynamik. Shnirelman gelangen wichtige Resultate zu den Euler-Gleichungen der Hydrodynamik, das sind Bewegungsgleichungen einer inkompressiblen idealen Flüssigkeit ohne Reibung. Er bewies die Nicht-Eindeutigkeit der schwachen Lösungen der Eulergleichungen in zwei Dimensionen und gab damit einen weiteren Beweis eines Paradoxons, das zuerst Vladimir Scheffer gefunden hatte und das nach beiden benannt wurde – die Existenz aus dem Nichts auftauchender turbulenter Lösungen der Eulergleichungen, ohne dass äußere Kräfte wirkten. Seine Konstruktion (auf einem zweidimensionalen Torus) war einfacher als die von Scheffer. Später wurde der Beweis des Paradoxons von Scheffer-Shnirelman mit neuen Methoden weiter vereinfacht (László Székelyhidi, Camillo De Lellis).
Er konstruierte auch schwache Lösungen der Eulergleichungen in drei Dimensionen mit abnehmender Energie. Er befasst sich auch mit der mathematischen Beschreibung des Verhaltens von Knorpel und entwickelte eine neue Theorie des Abbildungsgrades stetiger Abbildungen in Banachräumen.
Shnirelman erhielt einen Royal Society Research Merit Award.